# Habiba (single)
Habiba is een nummer van de Algerijns-Franse rapper Boef uitgebracht op 17 maart 2017. Het nummer is afkomstig van zijn album Slaaptekort. Het nummer bereikte de top 3 in de Nederlandse en Vlaamse hitlijsten en won een prijs bij de 3FM Awards in de categorie "beste video". De titel "Habiba" betekent "geliefde" in het Arabisch en het is een Arabische meisjesnaam. Het nummer verhaalt dat de rapper geen geliefde wil, omdat hij druk met zijn muziekcarrière (of drugs) bezig is.

## Compositie en structuur
"Habiba" is een typisch hiphopnummer, waarin Arabische invloeden terug te horen zijn.

## Videoclip
De videoclip van "Habiba" kwam op 17 maart 2017 uit. De regie lag in de handen van Madja Amin. De clip werd opgenomen in Oekraïne en is beïnvloed door de jaren 90. De clip is zo geregisseerd dat hij lijkt op een actiefilm.
De video werd in eerste instantie verkeerd geüpload, waardoor de kwaliteit niet optimaal was. Een opnieuw geüploade versie was van betere kwaliteit. De nieuwe videoclip kostte ruim 50 duizend euro.

## Habibachallenge
Naar het nummer is de Habibachallenge genoemd. Hierbij rennen mensen in hun onderbroek over straat, net als Boef aan het begin van zijn video.

## Hitnoteringen

### Nederlandse Top 40
| Hitnotering: 25-03-2017 t/m 10-06-2017 | Hitnotering: 25-03-2017 t/m 10-06-2017 | Hitnotering: 25-03-2017 t/m 10-06-2017 | Hitnotering: 25-03-2017 t/m 10-06-2017 | Hitnotering: 25-03-2017 t/m 10-06-2017 | Hitnotering: 25-03-2017 t/m 10-06-2017 | Hitnotering: 25-03-2017 t/m 10-06-2017 | Hitnotering: 25-03-2017 t/m 10-06-2017 | Hitnotering: 25-03-2017 t/m 10-06-2017 | Hitnotering: 25-03-2017 t/m 10-06-2017 | Hitnotering: 25-03-2017 t/m 10-06-2017 | Hitnotering: 25-03-2017 t/m 10-06-2017 | Hitnotering: 25-03-2017 t/m 10-06-2017 | Hitnotering: 25-03-2017 t/m 10-06-2017 |
| Week:                                  | 1                                      | 2                                      | 3                                      | 4                                      | 5                                      | 6                                      | 7                                      | 8                                      | 9                                      | 10                                     | 11                                     | 12                                     |                                        |
| -------------------------------------- | -------------------------------------- | -------------------------------------- | -------------------------------------- | -------------------------------------- | -------------------------------------- | -------------------------------------- | -------------------------------------- | -------------------------------------- | -------------------------------------- | -------------------------------------- | -------------------------------------- | -------------------------------------- | -------------------------------------- |
| Positie:                               | 9                                      | 4                                      | 3                                      | 3                                      | 3                                      | 4                                      | 6                                      | 12                                     | 15                                     | 21                                     | 23                                     | 35                                     | uit                                    |

### NederlandseSingle Top 100
| Hitnotering: (Week 1 t/m 29) 25-03-2017 t/m 07-10-2017 Hitnotering: (Week 30 t/m 31) 21-10-2017 t/m 28-10-2017 Hitnotering: (Week 32) 06-01-2018 | Hitnotering: (Week 1 t/m 29) 25-03-2017 t/m 07-10-2017 Hitnotering: (Week 30 t/m 31) 21-10-2017 t/m 28-10-2017 Hitnotering: (Week 32) 06-01-2018 | Hitnotering: (Week 1 t/m 29) 25-03-2017 t/m 07-10-2017 Hitnotering: (Week 30 t/m 31) 21-10-2017 t/m 28-10-2017 Hitnotering: (Week 32) 06-01-2018 | Hitnotering: (Week 1 t/m 29) 25-03-2017 t/m 07-10-2017 Hitnotering: (Week 30 t/m 31) 21-10-2017 t/m 28-10-2017 Hitnotering: (Week 32) 06-01-2018 | Hitnotering: (Week 1 t/m 29) 25-03-2017 t/m 07-10-2017 Hitnotering: (Week 30 t/m 31) 21-10-2017 t/m 28-10-2017 Hitnotering: (Week 32) 06-01-2018 | Hitnotering: (Week 1 t/m 29) 25-03-2017 t/m 07-10-2017 Hitnotering: (Week 30 t/m 31) 21-10-2017 t/m 28-10-2017 Hitnotering: (Week 32) 06-01-2018 | Hitnotering: (Week 1 t/m 29) 25-03-2017 t/m 07-10-2017 Hitnotering: (Week 30 t/m 31) 21-10-2017 t/m 28-10-2017 Hitnotering: (Week 32) 06-01-2018 | Hitnotering: (Week 1 t/m 29) 25-03-2017 t/m 07-10-2017 Hitnotering: (Week 30 t/m 31) 21-10-2017 t/m 28-10-2017 Hitnotering: (Week 32) 06-01-2018 | Hitnotering: (Week 1 t/m 29) 25-03-2017 t/m 07-10-2017 Hitnotering: (Week 30 t/m 31) 21-10-2017 t/m 28-10-2017 Hitnotering: (Week 32) 06-01-2018 | Hitnotering: (Week 1 t/m 29) 25-03-2017 t/m 07-10-2017 Hitnotering: (Week 30 t/m 31) 21-10-2017 t/m 28-10-2017 Hitnotering: (Week 32) 06-01-2018 | Hitnotering: (Week 1 t/m 29) 25-03-2017 t/m 07-10-2017 Hitnotering: (Week 30 t/m 31) 21-10-2017 t/m 28-10-2017 Hitnotering: (Week 32) 06-01-2018 | Hitnotering: (Week 1 t/m 29) 25-03-2017 t/m 07-10-2017 Hitnotering: (Week 30 t/m 31) 21-10-2017 t/m 28-10-2017 Hitnotering: (Week 32) 06-01-2018 | Hitnotering: (Week 1 t/m 29) 25-03-2017 t/m 07-10-2017 Hitnotering: (Week 30 t/m 31) 21-10-2017 t/m 28-10-2017 Hitnotering: (Week 32) 06-01-2018 | Hitnotering: (Week 1 t/m 29) 25-03-2017 t/m 07-10-2017 Hitnotering: (Week 30 t/m 31) 21-10-2017 t/m 28-10-2017 Hitnotering: (Week 32) 06-01-2018 | Hitnotering: (Week 1 t/m 29) 25-03-2017 t/m 07-10-2017 Hitnotering: (Week 30 t/m 31) 21-10-2017 t/m 28-10-2017 Hitnotering: (Week 32) 06-01-2018 | Hitnotering: (Week 1 t/m 29) 25-03-2017 t/m 07-10-2017 Hitnotering: (Week 30 t/m 31) 21-10-2017 t/m 28-10-2017 Hitnotering: (Week 32) 06-01-2018 | Hitnotering: (Week 1 t/m 29) 25-03-2017 t/m 07-10-2017 Hitnotering: (Week 30 t/m 31) 21-10-2017 t/m 28-10-2017 Hitnotering: (Week 32) 06-01-2018 | Hitnotering: (Week 1 t/m 29) 25-03-2017 t/m 07-10-2017 Hitnotering: (Week 30 t/m 31) 21-10-2017 t/m 28-10-2017 Hitnotering: (Week 32) 06-01-2018 | Hitnotering: (Week 1 t/m 29) 25-03-2017 t/m 07-10-2017 Hitnotering: (Week 30 t/m 31) 21-10-2017 t/m 28-10-2017 Hitnotering: (Week 32) 06-01-2018 | Hitnotering: (Week 1 t/m 29) 25-03-2017 t/m 07-10-2017 Hitnotering: (Week 30 t/m 31) 21-10-2017 t/m 28-10-2017 Hitnotering: (Week 32) 06-01-2018 | Hitnotering: (Week 1 t/m 29) 25-03-2017 t/m 07-10-2017 Hitnotering: (Week 30 t/m 31) 21-10-2017 t/m 28-10-2017 Hitnotering: (Week 32) 06-01-2018 |
| Week: | 1 | 2 | 3 | 4 | 5 | 6 | 7 | 8 | 9 | 10 | 11 | 12 | 13 | 14 | 15 | 16 | 17 | 18 | 19 | 20 |
| --- | --- | --- | --- | --- | --- | --- | --- | --- | --- | --- | --- | --- | --- | --- | --- | --- | --- | --- | --- | --- |
| Positie: | 1 | 1 | 1 | 2 | 2 | 4 | 4 | 7 | 9 | 10 | 18 | 13 | 17 | 27 | 35 | 40 | 46 | 43 | 48 | 51 |
| Week: | 21 | 22 | 23 | 24 | 25 | 26 | 27 | 28 | 29 | | 30 | 31 | | 32 | | | | | | |
| Positie: | 57 | 56 | 67 | 66 | 78 | 82 | 85 | 93 | 94 | uit | 87 | 100 | uit | 72 | uit | | | | | |

### 3FM Mega Top 50
| Hitnotering: 25-03-2017 t/m 12-08-2017 | Hitnotering: 25-03-2017 t/m 12-08-2017 | Hitnotering: 25-03-2017 t/m 12-08-2017 | Hitnotering: 25-03-2017 t/m 12-08-2017 | Hitnotering: 25-03-2017 t/m 12-08-2017 | Hitnotering: 25-03-2017 t/m 12-08-2017 | Hitnotering: 25-03-2017 t/m 12-08-2017 | Hitnotering: 25-03-2017 t/m 12-08-2017 | Hitnotering: 25-03-2017 t/m 12-08-2017 | Hitnotering: 25-03-2017 t/m 12-08-2017 | Hitnotering: 25-03-2017 t/m 12-08-2017 | Hitnotering: 25-03-2017 t/m 12-08-2017 | Hitnotering: 25-03-2017 t/m 12-08-2017 | Hitnotering: 25-03-2017 t/m 12-08-2017 | Hitnotering: 25-03-2017 t/m 12-08-2017 | Hitnotering: 25-03-2017 t/m 12-08-2017 | Hitnotering: 25-03-2017 t/m 12-08-2017 | Hitnotering: 25-03-2017 t/m 12-08-2017 | Hitnotering: 25-03-2017 t/m 12-08-2017 | Hitnotering: 25-03-2017 t/m 12-08-2017 | Hitnotering: 25-03-2017 t/m 12-08-2017 | Hitnotering: 25-03-2017 t/m 12-08-2017 | Hitnotering: 25-03-2017 t/m 12-08-2017 |
| Week:                                  | 1                                      | 2                                      | 3                                      | 4                                      | 5                                      | 6                                      | 7                                      | 8                                      | 9                                      | 10                                     | 11                                     | 12                                     | 13                                     | 14                                     | 15                                     | 16                                     | 17                                     | 18                                     | 19                                     | 20                                     | 21                                     |                                        |
| -------------------------------------- | -------------------------------------- | -------------------------------------- | -------------------------------------- | -------------------------------------- | -------------------------------------- | -------------------------------------- | -------------------------------------- | -------------------------------------- | -------------------------------------- | -------------------------------------- | -------------------------------------- | -------------------------------------- | -------------------------------------- | -------------------------------------- | -------------------------------------- | -------------------------------------- | -------------------------------------- | -------------------------------------- | -------------------------------------- | -------------------------------------- | -------------------------------------- | -------------------------------------- |
| Positie:                               | 12                                     | 3                                      | 4                                      | 4                                      | 7                                      | 7                                      | 6                                      | 7                                      | 19                                     | 19                                     | 19                                     | 25                                     | 25                                     | 37                                     | 38                                     | 39                                     | 40                                     | 46                                     | 46                                     | 50                                     | 50                                     | uit                                    |

### VlaamseUltratop 50
| Hitnotering: 01-04-2017 t/m 02-09-2017 | Hitnotering: 01-04-2017 t/m 02-09-2017 | Hitnotering: 01-04-2017 t/m 02-09-2017 | Hitnotering: 01-04-2017 t/m 02-09-2017 | Hitnotering: 01-04-2017 t/m 02-09-2017 | Hitnotering: 01-04-2017 t/m 02-09-2017 | Hitnotering: 01-04-2017 t/m 02-09-2017 | Hitnotering: 01-04-2017 t/m 02-09-2017 | Hitnotering: 01-04-2017 t/m 02-09-2017 | Hitnotering: 01-04-2017 t/m 02-09-2017 | Hitnotering: 01-04-2017 t/m 02-09-2017 | Hitnotering: 01-04-2017 t/m 02-09-2017 | Hitnotering: 01-04-2017 t/m 02-09-2017 | Hitnotering: 01-04-2017 t/m 02-09-2017 | Hitnotering: 01-04-2017 t/m 02-09-2017 | Hitnotering: 01-04-2017 t/m 02-09-2017 | Hitnotering: 01-04-2017 t/m 02-09-2017 | Hitnotering: 01-04-2017 t/m 02-09-2017 | Hitnotering: 01-04-2017 t/m 02-09-2017 | Hitnotering: 01-04-2017 t/m 02-09-2017 | Hitnotering: 01-04-2017 t/m 02-09-2017 |
| Week:                                  | 1                                      | 2                                      | 3                                      | 4                                      | 5                                      | 6                                      | 7                                      | 8                                      | 9                                      | 10                                     | 11                                     | 12                                     | 13                                     | 14                                     | 15                                     | 16                                     | 17                                     | 18                                     | 19                                     | 20                                     |
| -------------------------------------- | -------------------------------------- | -------------------------------------- | -------------------------------------- | -------------------------------------- | -------------------------------------- | -------------------------------------- | -------------------------------------- | -------------------------------------- | -------------------------------------- | -------------------------------------- | -------------------------------------- | -------------------------------------- | -------------------------------------- | -------------------------------------- | -------------------------------------- | -------------------------------------- | -------------------------------------- | -------------------------------------- | -------------------------------------- | -------------------------------------- |
| Positie:                               | 23                                     | 19                                     | 17                                     | 3                                      | 6                                      | 4                                      | 4                                      | 6                                      | 6                                      | 8                                      | 7                                      | 7                                      | 8                                      | 8                                      | 6                                      | 10                                     | 17                                     | 21                                     | 31                                     | 29                                     |
| Week:                                  | 21                                     | 22                                     | 23                                     |                                        |                                        |                                        |                                        |                                        |                                        |                                        |                                        |                                        |                                        |                                        |                                        |                                        |                                        |                                        |                                        |                                        |
| Positie:                               | 38                                     | 36                                     | 45                                     | uit                                    |                                        |                                        |                                        |                                        |                                        |                                        |                                        |                                        |                                        |                                        |                                        |                                        |                                        |                                        |                                        |                                        |